# ناحیه سنترال لیک، میشیگان
ناحیه سنترال لیک (به انگلیسی: Central Lake Township) یک منطقهٔ مسکونی در ایالات متحده آمریکا است که در شهرستان انتریم، میشیگان واقع شده‌است.
 ناحیه سنترال لیک ۸۱٫۱ کیلومتر مربع مساحت و ۲٬۱۹۸ نفر جمعیت دارد و ۲۳۳ متر بالاتر از سطح دریا واقع شده‌است.